# Navid Rahman
Navid Rahman (Francoforte sul Meno, 26 maggio 1996) è un calciatore pakistano, centrocampista del Woodbridge Strikers.

## Carriera

### Club
Ha giocato tra la seconda e la terza divisione canadese e nella seconda divisione slovacca.

### Nazionale
Nel 2018 ha esordito in nazionale.

## Statistiche

### Cronologia presenze e reti in nazionale
| Cronologia completa delle presenze e delle reti in nazionale ― Pakistan | Cronologia completa delle presenze e delle reti in nazionale ― Pakistan | Cronologia completa delle presenze e delle reti in nazionale ― Pakistan | Cronologia completa delle presenze e delle reti in nazionale ― Pakistan | Cronologia completa delle presenze e delle reti in nazionale ― Pakistan | Cronologia completa delle presenze e delle reti in nazionale ― Pakistan | Cronologia completa delle presenze e delle reti in nazionale ― Pakistan | Cronologia completa delle presenze e delle reti in nazionale ― Pakistan |
| Data                                                                    | Città                                                                   | In casa                                                                 | Risultato                                                               | Ospiti                                                                  | Competizione                                                            | Reti                                                                    | Note                                                                    |
| ----------------------------------------------------------------------- | ----------------------------------------------------------------------- | ----------------------------------------------------------------------- | ----------------------------------------------------------------------- | ----------------------------------------------------------------------- | ----------------------------------------------------------------------- | ----------------------------------------------------------------------- | ----------------------------------------------------------------------- |
| 16-11-2018                                                              | Al-Ram                                                                  | Palestina                                                               | 2 – 1                                                                   | Pakistan                                                                | Amichevole                                                              | -                                                                       | 62’                                                                     |
| 6-6-2019                                                                | Phnom Penh                                                              | Cambogia                                                                | 2 – 0                                                                   | Pakistan                                                                | Qual. Mondiali 2022                                                     | -                                                                       |                                                                         |
| Totale                                                                  |                                                                         | Presenze                                                                | 2                                                                       |                                                                         | Reti                                                                    | 0                                                                       |                                                                         |